# Ljubatovići
Ljubatovići är en ort i Bosnien och Hercegovina.   Den ligger i entiteten Federationen Bosnien och Hercegovina, i den centrala delen av landet, 80 km norr om huvudstaden Sarajevo. Ljubatovići ligger 241 meter över havet och antalet invånare är 564.
Terrängen runt Ljubatovići är huvudsakligen kuperad, men den allra närmaste omgivningen är platt.Närmaste större samhälle är Zavidovići, 9,2 km sydost om Ljubatovići. 
I omgivningarna runt Ljubatovići växer i huvudsak lövfällande lövskog. Runt Ljubatovići är det ganska tätbefolkat, med 93 invånare per kvadratkilometer.